# Emmanuel Macron
Emmanuel Jean-Michel Frédéric Macron (Amiens, 21. prosinca 1977.) francuski je političar i ekonomist, te trenutačni predsjednik Francuske Republike i suknez Kneževine Andore. Prije nego što je 2017. postao predsjednikom obnašao je dužnost ministra gospodarstva, industrije i digitalnih poslova u vladi Manuela Vallsa od 2014. do 2016. godine.
Tijekom svoga predsjedništva, Macron je nadgledao nekoliko reformi zakona o radu, oporezivanju i mirovini, te je nastavio s tranzicijom na obnovljive izvore energije. Protivljenje njegovim domaćim reformama, posebice predloženom porezu na gorivo, kulminiralo je prosvjedima žutih prsluka 2018. i drugim prosvjedima. Od 2020. vodio je stalni odgovor Francuske na pandemiju COVID-19 i uvođenje cijepljenja. U vanjskoj politici pozivao je na reforme Europske unije i potpisao bilateralne ugovore s Italijom i Njemačkom. 
Macron je sklopio trgovinske i poslovne sporazume s Kinom u vrijednosti od 45 milijardi dolara tijekom trgovinskog rata između Kine i Sjedinjenih Država, te je nadgledao spor s Australijom i Sjedinjenim Državama oko AUKUS-ovog sigurnosnog pakta. Nastavio je francusko sudjelovanje u sirijskom građanskom ratu i pridružio se međunarodnom odgovoru na rusku invaziju na Ukrajinu 2022. godine. Godine 2023. premijerka iz njegove vlade, Élisabeth Borne, donijela je zakon kojim se podiže dob za umirovljenje sa 62 na 64 godine; mirovinske reforme dovele su do štrajkova i nasilnih prosvjeda. 
Nakon poraza njegove stranke na izborima za Europski parlament 2024., Macron je raspustio Narodnu skupštinu i raspisao prijevremene parlamentarne izbore, koji su rezultirali porazom njegove vladajuće koalicije.

## Djetinjstvo i obrazovanje
Macron je rođen 21. prosinca 1977. u Amiensu. On je sin liječnice Françoise Macron (rođene Noguès) i Jean-Michela Macrona, profesora neurologije na Sveučilištu u Pikardiji. Par se razveo 2010. godine. Macron ima mlađeg brata Laurenta, rođenog 1979. i Estelle, rođenu 1982.
Porijeklo obitelji Macron seže do sela Authie u Pikardiji. Jedan od njegovih pradjedova po ocu, George William Robertson, bio je Englez, a rođen je u Bristolu, Ujedinjenom Kraljevstvu. Njegovi djed i baka po majci, Jean i Germaine Noguès su iz pirenejskog grada Bagnères-de-Bigorre. Često je posjećivao baku, učiteljicu Germaine, koju je zvao "Manette". Macron svoju ljubav prema čitanju i sklonost prema političkoj ljevici povezuje upravo s njom. Iako je odrastao u nereligioznoj obitelji, Macron je na vlastiti zahtjev kršten kao katolik s 12 godina, a trenutačno je agnostik.
Školovao se na isusovačkom institutu Lycée la Providence u Amiensu, prije nego što su ga roditelji poslali da završi posljednju godinu srednje škole u elitnoj školi Lycée Henri-IV u Parizu. Istodobno je bio nominiran za Concours général (najselektivnije srednjoškolsko natjecanje na državnoj razini) iz francuske književnosti i dobio diplomu za studij klavira na Konzervatoriju u Amiensu. Roditelji su ga poslali u Pariz zbog veze koju je sklopio s Brigitte Auzière, učiteljicom u njegovoj školi, koja je tada bila udana i imala troje djece, a koja mu je kasnije postala supruga.
U Parizu Macron dvaput nije uspio upisati École normale supérieure, pa je umjesto toga studirao filozofiju na Sveučilištu Paris-Ouest Nanterre La Défense, stekavši DEA diplomu (magistarsku diplomu), s tezom o Machiavelliju i Hegelu. Oko 1999. Macron se zaposlio kao urednički asistent Paula Ricoeura, francuskog protestantskog filozofa, koji je tada pisao svoje posljednje veliko djelo, »La Mémoire, l'Histoire, l'Oubli«.
Macron nije služio vojni rok, jer je bio na diplomskom studiju. Rođen u prosincu 1977., pripadao je posljednjoj generaciji kojoj je vojna služba bila obavezna. Stekao je zvanje magistra državnih poslova na institutu Sciences Po, smjer "Državno vodstvo i gospodarstvo", prije osposobljavanja za karijeru državnog službenika na selektivnoj École nationale d'administration (ENA) 2004. godine, kada je i stažirao u francuskoj ambasadi u Nigeriji.

## Profesionalna karijera
Nakon što je 2004. godine diplomirao na ENA-i, Macron je postao financijski inspektor u Inspection générale des finances (IGF), ogranku francuskog Ministarstva financija. Godine 2008. Macron je platio 50 000 eura da raskine državni ugovor, a zatim je postao investicijski bankar, na visoko plaćenoj poziciji, u bankarskoj kući Rothschild & Co. Macron je izvijestio da je zaradio 2 milijuna eura između prosinca 2010. i svibnja 2012. godine. Službeni dokumenti pokazuju da je između 2009. i 2013. Macron zaradio gotovo 3 milijuna eura. Napustio je Rothschild & Co 2012. godine.

## Politička karijera
Macron je bio pomoćnik gradonačelnika 11. pariškog arondismana, Georgesa Sarrea, tijekom studija na institutu Sciences Po. Pridružio se Socijalističkoj stranci Francuske s 24 godine, ali je posljednji put obnovio svoje članstvo za razdoblje 2006. – 2009. godine. Upoznao je Françoisa Hollandea 2006. i pridružio se njegovom uredu 2010. godine. Godine 2007. Macron se pokušao kandidirati za mjesto u Narodnoj skupštini u Pikardiji kao kandidat Socijalističke stranke na parlamentarnim izborima 2007. godine; međutim, njegov zahtjev za kandidaturu je odbijen. Macronu je 2010. ponuđena pozicija zamjenika šefa kabineta premijera Françoisa Fillona, ali je on odbio.

### Hollandeov kabinet
Nakon što je François Hollande pobijedio na predsjedničkim izborima 2012., Macron je imenovan zamjenikom glavnog tajnika Elizejske palače i ekonomskim savjetnikom Hollandeova kabineta. Podnio je ostavku 10. lipnja 2014. zbog nesuglasica s nekim članovima Hollandeova kabineta, te zbog odluke da ne bude uključen u prvu vladu Manuela Vallsa. Macron se odbio se kandidirati na lokalnim izborima 2014. godine u rodnom Amiensu.

### Ministar gospodarstva, industrije i digitalnih poslova
Macron je 26. kolovoza 2014. imenovan ministrom gospodarstva, industrije i digitalnih poslova, kao član drugog kabineta premijera Manuela Vallsa. Uveo je mjere kojima je vlasnički udio francuske države u automobilskoj tvrtki Renault povećan s 15 na 20 posto, čime je država ostala manjinski partner. U kolovozu 2015. Macron je objavio da više nije član Socijalističke stranke, te da je nezavisni političar.

### Kandidatura na predsjedničkim izborima 2017.
Macron je široj javnosti postao poznat nakon nekoliko gostovanja u francuskim medijima tijekom 2015. godine. Počeo je držati javne govore, a često je i putovao u inozemstvo, uključujući putovanje u Izrael. U međuvremenu je otvoreno izražavao sve veće neslaganje s vladom Manuela Vallsa. Hollandeov predsjednički mandat obilježen je gospodarskom stagnacijom i terorističkim napadima, zbog čega je Hollande postao jedan od najnepopularnijih predsjednika u modernoj francuskoj povijesti.
Nakon rastućih neslaganja s Hollandeom i Vallsom, Macron je osnovao vlastiti politički pokret, En Marche!, 6. travnja 2016. u Amiensu. Pokret je okarakteriziran kao liberalan i progresivan, a njegovo osnivanje izazvalo je veliku medijsku pozornost. Macron se založio za ekonomske reforme koje će Francuskoj omogućiti veću konkurentnost, ali i reformu francuskog političkog sustava. Pokret je opisan kao "treći put" i kombinacija populizma i neoliberalizma. Macronovi politički stavovi definirani su kao centristički i snažno proeuropski. Kako su se približavali predsjednički izbori, Macron je 30. kolovoza 2016. podnio ostavku na mjesto ministra kako bi se posvetio političkom angažmanu u svojoj stranci.

#### Prvi krug izbora
Macron je službeno najavio svoju kandidaturu 16. studenoga 2016. Macronov stožer je u prosincu 2016. objavio da je od donacija prikupljeno 3,7 milijuna eura, više od bilo kog drugog kandidata. Prema pisanju francuskih medija, Macron je na večerama i sastancima s brojnim medijskim ličnostima dok je bio ministar potrošio preko 120 000 eura. Macronovi protukandidati su ga okarakterizirali kao "kandidata medija". Macron je prijatelj vlasnika popularnih francuskih novina Le Mond kao i bivšeg vlasnika tjednika L'Obs.
Macron je pobijedio u prvom krugu predsjedničkih izbora 23. aprila 2017. godine, osvojivši 24 % glasova. Macron je dobio 8,6 milijuna glasova i kvalificirao se u drugi krug s kandidatkinjom Nacionalne fronte, Marine Le Pen, koja je osvojila 21,3 % glasova.

#### Pobjeda u drugom krugu protiv Marine Le Pen
Nakon pobjede u prvom krugu izbora, glavni oporbeni kandidati podržali su Macrona u drugom krugu. François Hollande također je podržao Macrona i pozvao birače da glasaju za njega. Nekoliko istaknutih stranih političara poduprlo je Macrona protiv euroskeptične kandidatkinje Marine Le Pen, uključujući predsjednika Europske komisije Jean-Claudea Junckera, njemačku kancelarku Angelu Merkel i bivšeg američkog predsjednika Baracka Obamu.
U drugom krugu predsjedničkih izbora održanim 7. svibnja 2017. Macron je pobijedio Marine Le Pen, osvojivši 66,1 posto, dok je Le Pen osvojila 33,9 posto glasova. Macron je nakon pobjede na izborima dao ostavku na mjesto predsjednika pokreta En Marche!.

## Predsjednik Francuske

### Prvi mandat (2017 – 2022.)
U dobi od 39 godina, Macron je postao najmlađi predsjednik u povijesti Francuske i najmlađi šef francuske države od Napoleona. Također je prvi predsjednik Francuske rođen nakon uspostave Pete republike 1958. godine. Službeno je postao predsjednik 14. svibnja 2017. Dana 15. svibnja imenovao je Edouarda Philippea, člana Republikanaca, za premijera. Istog je dana bio u prvom službenom posjetu inozemstvu, sastavši se u Berlinu s njemačkom kancelarkom Angelom Merkel.
Na parlamentarnim izborima 2017. Macronova stranka La République En Marche! i njeni saveznici osigurali su u Narodnoj skupštini većinu, osvojivši 350 od 577 mjesta. Republikanci su, međutim, pobijedili na izborima za Senat. Dana 3. srpnja 2020. Macron je imenovao Jean Castexa za premijera Francuske. Castex, opisan kao socijalni konzervativac, bio je član Republikanaca.

### Domaća politika

#### Antikorupcija
Narodna skupština usvojila je dio Macronovog prijedloga zakona o okončanju masovne korupcije u francuskoj politici, zabranjujući izabranim predstavnicima zapošljavanje članova obitelji. Macronov plan da svojoj supruzi da službenu ulogu Prve dame u vladi našao se na udaru kritika. Nakon internetske peticije s gotovo 290.000 potpisa, Macron je odustao od plana.

#### Migrantska kriza
Dana 16. siječnja 2018., govoreći o izbjeglicama, Macron je rekao da neće dopustiti da se u Parizu uspostavi još jedan izbjeglički kamp prije nego što iznese vladinu politiku useljavanja i azila. Dana 23. lipnja 2018. je rekao: "Stvarnost je da Europa ne doživljava migracijsku krizu istih razmjera kao ona koju je doživjela 2015.", "zemlja poput Italije uopće nema isti migracijski pritisak kao prošle godine. Kriza koju danas doživljavamo u Europi je politička kriza."

#### Ekonomska politika
Pierre de Villiers, tadašnji načelnik Glavnog stožera kopnene vojske, podnio je ostavku 19. srpnja 2017. nakon sukoba s Macronom. De Villiers je kao glavni razlog ostavke naveo smanjenje vojnog proračuna za 850 milijuna eura.
Dana 27. rujna 2017. Macronova vlada predstavila je svoj prvi proračun, čiji su uvjeti smanjili poreze, kao i potrošnju kako bi se javni deficit uskladio s fiskalnim pravilima EU-a. Proračun je zamijenio porez na bogatstvo onim koji je ciljao na nekretnine, ispunjavajući Macronovo obećanje iz kampanje da će ukinuti porez na bogatstvo. Prije nego što je zamijenjen, porez je prikupljao do 1,5% bogatstva francuskih stanovnika čija je globalna vrijednost premašivala 1,3 milijuna eura.
U veljači 2018. Macron je najavio plan o ponudi dobrovoljnih ostavki u pokušaju smanjenja radnih mjesta u francuskoj državnoj službi.
U prosincu 2019. Macron je najavio da će uvesti jedinstveni državni mirovinski sustav. U veljači je dekretom usvojena revizija mirovina na temelju članka 49. francuskog ustava. Međutim, 16. ožujka 2020. Macron je najavio da će nacrt zakona biti povučen jer je Francuska uvela karantin kako bi usporila širenje COVID-19.